# Дноуглубительные работы
Дноуглубительные работы — разновидность земляных работ, производимых под водой на дне водоёма с целью создания или углубления существующих подходных водных путей к портам, строительства причалов, мостов и других гидротехнических сооружений, прокладывания под водой трубопровода, а также для расширения и увеличения глубины водоемов. При выполнении дноуглубительных работ используются земснаряды, а также грунтоотвозные шаланды. Дноуглубительные работы разделяют на капитальные и эксплуатационные. Капитальные дноуглубительные работы выполняются для улучшения судоходных условий и при строительстве гидротехнических объектов. Эксплуатационные дноуглубительные работы — для очистки дна водоёмов от ила, наносов, которые нарушают эксплуатацию судоходных водных путей и гидротехнических сооружений.